# Pawło Zahrebelny
Pawło Zahrebelny (ukr. Павло Архипович Загребельний ur. 28 sierpnia 1924 w Sołoszynie, zm. 3 lutego 2009 w Kijowie) – ukraiński pisarz, autor opowiadań i powieści o tematyce II wojny światowej oraz społecznej. Uhonorowany ukraińską nagrodą państwową w 1974 oraz tytułem Bohatera Ukrainy w 2004. Jego książki tłumaczono na 23 języki. W Polsce wydano jego powieści: Z perspektywy wieczności, Przejdźmy do miłości, Zostaniesz cesarzową – uszczęśliwisz świat i inne.
Był laureatem Nagrody Państwowej ZSRR. Został odznaczony m.in. ukraińskim Orderem Księcia Jarosława Mądrego V klasy i Orderem Bohdana Chmielnickiego III klasy oraz radzieckim Orderem Rewolucji Październikowej, Orderem Czerwonego Sztandaru, Orderem Przyjaźni Narodów, dwukrotnie Orderem „Znak Honoru” i Orderem Wojny Ojczyźnianej II klasy.